# Andreas Schmidt (baryton)
Pour les articles homonymes, voir Schmidt et Andreas Schmidt.
Répertoire
Oedipus de Wolfgang Rihm
Andreas Schmidt (né à Düsseldorf le 30 juillet 1960) est un baryton-basse allemand, chanteur classique d'opéra et de concert.

## Carrière
Andreas Schmidt étudie la musique d'église avec son père Hartmut Schmidt et chante avec Ingeborg Reichelt et Dietrich Fischer-Dieskau.
Il fait sa première apparition publique en 1984 dans le rôle de Malatesta du Don Pasquale de Donizetti au Deutsche Oper Berlin. Il devient membre de l'opéra, apparaissant dans des rôles de Mozart comme Guglielmo du Così fan tutte ou du Comte Almaviva dans Le nozze di Figaro, comme Wolfram dans le Tannhäuser de  Wagner, Posa du Don Carlos, de Verdi et Marcello dans La Bohème de Puccini. Il est le créateur du rôle-titre de l'opera Oedipus de Wolfgang Rihm en 1987 et chante Ryuji dans Das verratene Meer de Hans Werner Henze en 1990. Il apparaît en tant qu'invité de l'Opéra d'État de Hambourg, au Staatsoper Unter den Linden de Berlin, au Bayerische Staatsoper de Munich, au Wiener Staatsoper, au Grand Theâtre Genf, au Royal Opera House Covent Garden à Londres, à l'Opéra de Paris, au Grand Théâtre du Liceu de Barcelone, à La Scala de Milan et au Metropolitan Opera de New York.
Il chante au Festival de Bayreuth, depuis 1996, le rôle de Beckmesser dans Die Meistersinger von Nürnberg avec Daniel Barenboim, plus tard avec Christian Thielemann, depuis 1997, Amfortas du Parsifal avec Giuseppe Sinopoli, plus tard avec Christoph Eschenbach, depuis 2005, Kurwenal dans Tristan und Isolde.
En tant que chanteur de concert, il a enregistré plusieurs cantates de Bach ainsi que la Messe en si mineur, l'Oratorio de Noël et la Passion selon saint Jean avec le Gächinger Kantorei de Stuttgart sous la direction d'Helmuth Rilling. Il a enregistré la Passion selon saint Matthieu de Bach plusieurs fois, tenant la partie de basse : en 1986 avec Colin Davis et le Orchestre symphonique de la radio bavaroise, en 1993 avec Peter Schreier en tant qu'évangéliste, avec le Westminster Symphonic Choir et le New York Philharmonic sous la direction de Kurt Masur ; en 1997 avec Schreier de nouveau et Claudio Abbado conduisant le Tölzer Knabenchor, le chœur de la radio suédoise et l'Orchestre philharmonique de Berlin ; en 1998 avec le Chœur de l'église Saint-Thomas et le Gewandhausorchester de Leipzig, dirigé par Georg Christoph Biller. Il a tenu la partie de Jésus (Vox Christi) dans la Passion selon saint Matthieu en 1988 avec John Eliot Gardiner, le Monteverdi Choir et l'English Baroque Soloists. Avec le Gächinger Kantorei de Stuttgart, il est apparu lors de la création de Deus Passus de W. Rihm le 29 août 2000.
En tant que récitaliste, il a enregistré notamment des Lieder de Johannes Brahms conjointement avec Juliane Banse, Iris Vermillion et le pianiste Helmut Deutsch.
Il a reçu le titre de Kammersänger en 1997. Il enseigne depuis 2005 à la Hochschule für Musik "Carl Maria von Weber" de Dresde et a été nommé professeur en 2007. Depuis 2010, il est professeur à la Hochschule für Musik und Theater München.

## Discographie
- Brahms
  - Lieder vol. 1, op. 3, 6, 7, 14 - Juliane Banse, soprano ; Andreas Schmidt, baryton ; Helmut Deutsch, piano (août/décembre 1996, CPO) (OCLC 43314184)
  - Lieder vol. 2, op. 19, 32, 43, 46 - Juliane Banse, soprano ; Andreas Schmidt, baryton ; Helmut Deutsch, piano (août/décembre 1996, CPO) (OCLC 43666214)
  - Lieder vol. 3, Die schöne Magelone, op. 33 - Andreas Schmidt, baryton ; Helmut Deutsch, piano (2–5 juin 1998, CPO) (OCLC 70197571)
  - Lieder vol. 4, op. 47, 48, 49, 57 - Andreas Schmidt, baryton ; Helmut Deutsch, piano (décembre 1996/avril/octobre 1997, CPO) (OCLC 47734339)
  - Lieder vol. 5, op. 58, 59, 63 - Andreas Schmidt, baryton ; Helmut Deutsch, piano (mars/décembre 1996/avril/octobre 1997, CPO) (OCLC 48469640)
  - Lieder vol. 6, op. 69 à 72 - Juliane Banse, soprano ; Andreas Schmidt, baryton ; Helmut Deutsch, piano (mars 1996/octobre 1997/janvier 1998, CPO) (OCLC 50442203)
  - Lieder vol. 7, op. 84, 85, 86, 94 - Juliane Banse, soprano ; Iris Vermillion, mezzo-soprano ; Andreas Schmidt, baryton (mars 1996/octobre 1997/septembre 1999, CPO) (OCLC 879308141)